# Region Ren-Men

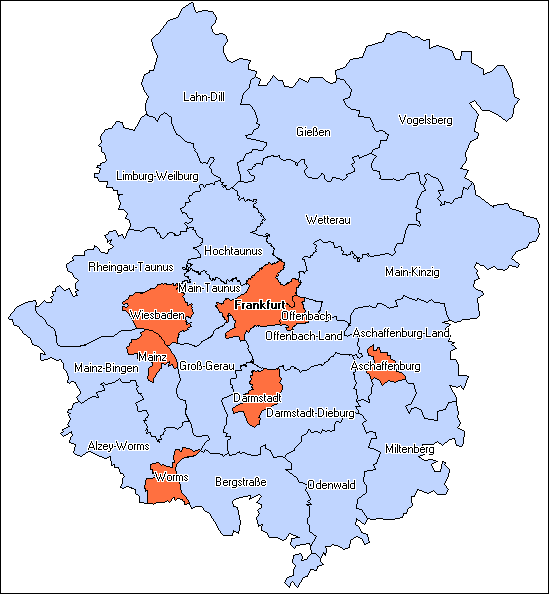
Miasta i powiaty w regionie zgodnie z podziałem Izby Handlowej i Przemysłowej

Region Frankfurt/Ren-Men (Frankfurt/Rhein-Main), w skrócie nazywany po prostu „Ren-Men” (Rhein-Main) jest obszarem metropolitalnym w południowej Hesji, jak i w graniczących krajach związkowych Nadrenii-Palatynacie i Bawarii.

## Główne miasta

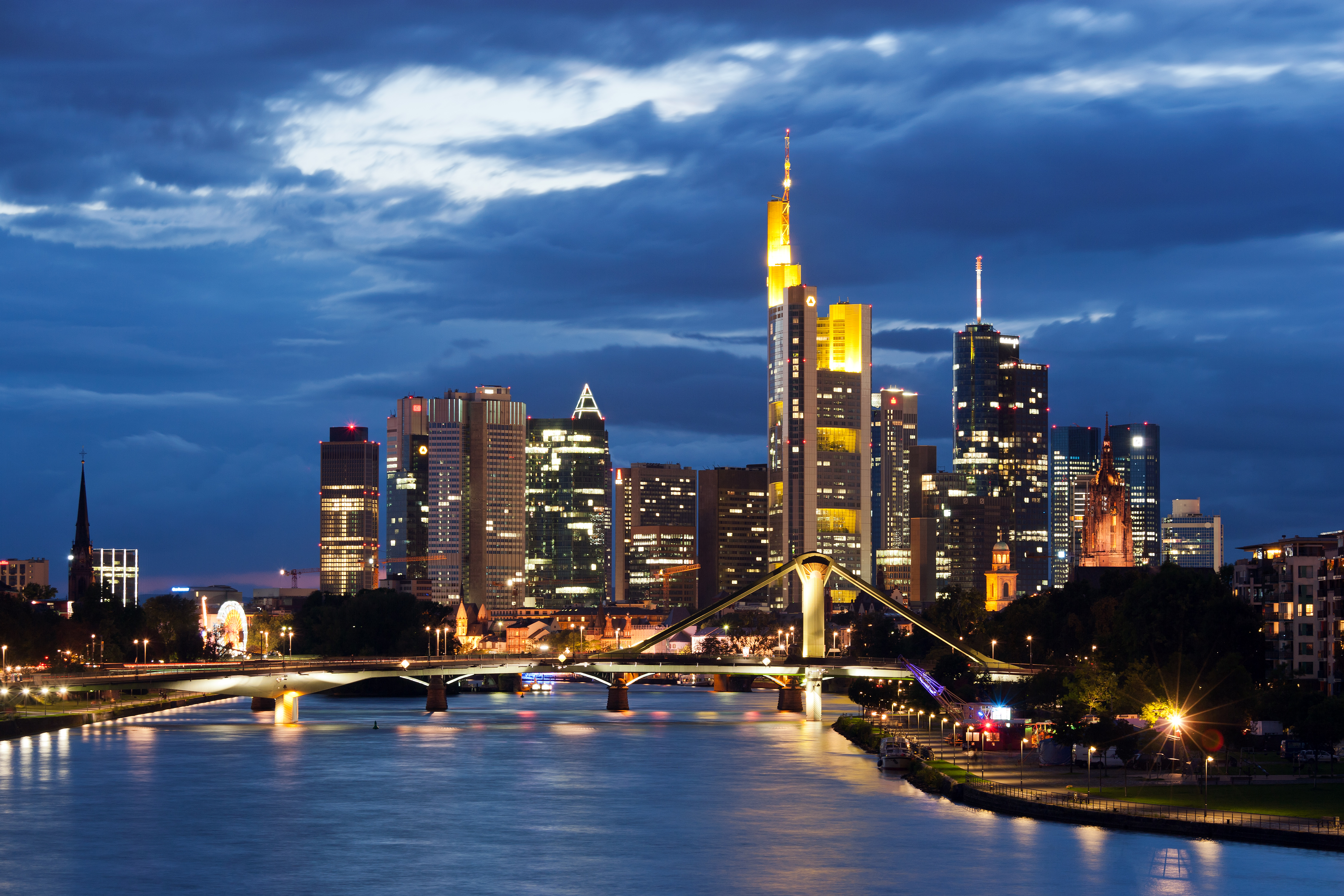
Skyline Frankfurtu nad Menem

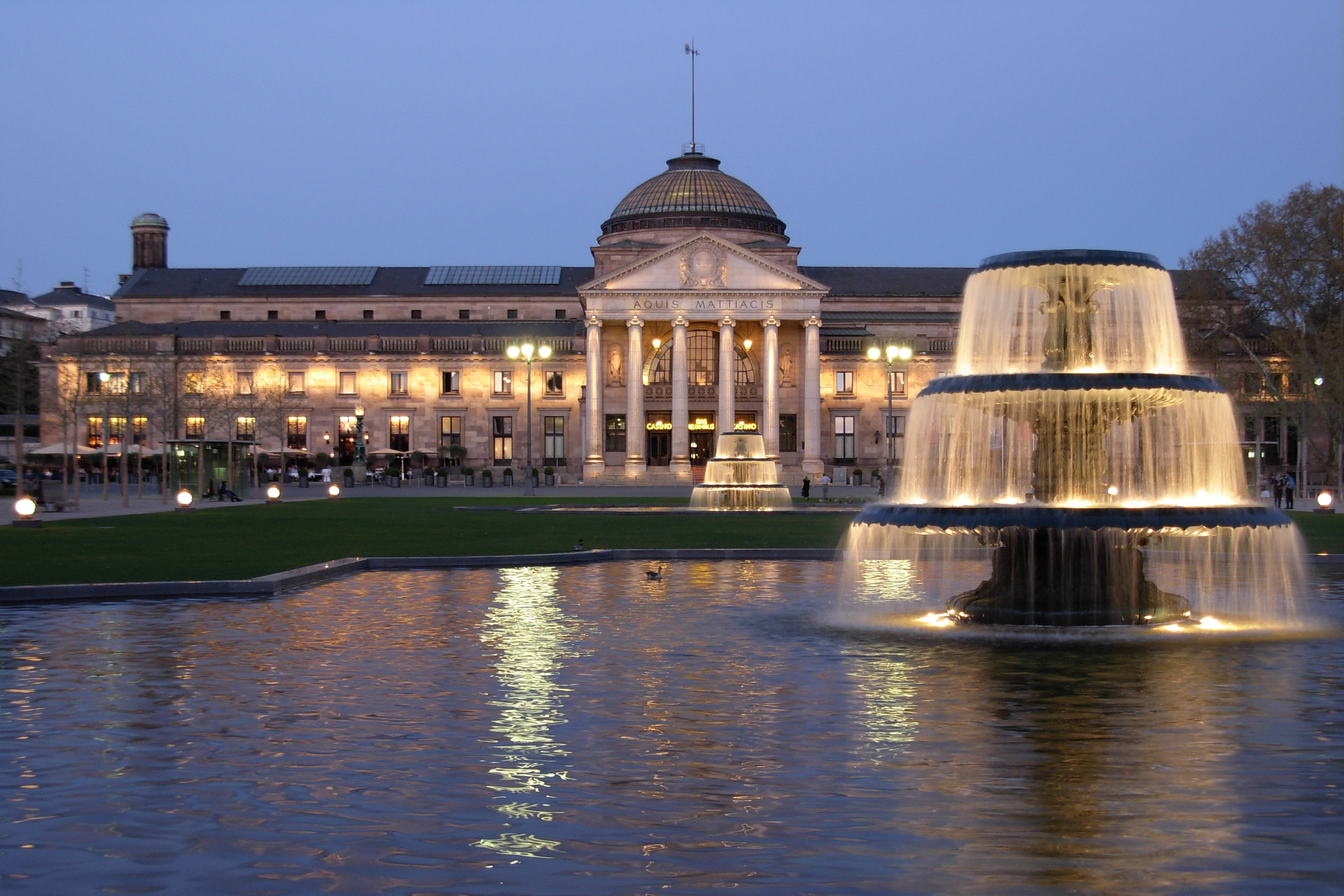
Kurhaus Wiesbaden

Region stanowi policentryczny obszar, którego najbardziej znaczącymi politycznie i gospodarczo miastami są Frankfurt nad Menem, Offenbach am Main, Wiesbaden i Moguncja. Frankfurt nad Menem stanowi geograficzne centrum regionu.
Inne miejskie centra stanowią Rüsselsheim am Main, Bad Homburg vor der Höhe, Darmstadt, Hanau, Aschaffenburg, Marburg, Gießen, Limburg an der Lahn i Wetzlar.

## Granice regionu
Regionu nie da się jednoznacznie rozgraniczyć. Izba Handlowa i Przemysłowa (Industrie- und Handelskammer) określa go na podstawie miast i instytucji w niej istniejących. Zgodnie z tą zasadą można przyjąć następujący podział:
Siedem miast na prawach powiatu:
- Miasto Frankfurt nad Menem
- Miasto Offenbach am Main
- Miasto Wiesbaden
- Miasto Moguncja
- Miasto Wormacja
- Miasto Darmstadt
- Miasto Aschaffenburg

18 powiatów należących do regionu Frankfurt/Ren-Men to: Main-Taunus-Kreis, Hochtaunuskreis, Wetteraukreis, Main-Kinzig-Kreis, Landkreis Offenbach, Kreis Groß-Gerau, Lahn-Dill-Kreis, Landkreis Aschaffenburg, Landkreis Miltenberg, Landkreis Darmstadt-Dieburg, Odenwaldkreis, Landkreis Bergstraße, Landkreis Alzey-Worms, Landkreis Mainz-Bingen, Rheingau-Taunus-Kreis, Landkreis Limburg-Weilburg, Landkreis Marburg-Biedenkopf, Landkreis Gießen oraz Vogelsbergkreis.
Na podstawie powyższego rozgraniczenia region ma powierzchnię 13 400 km² oraz 5,8 miliona mieszkańców.

## Gospodarka

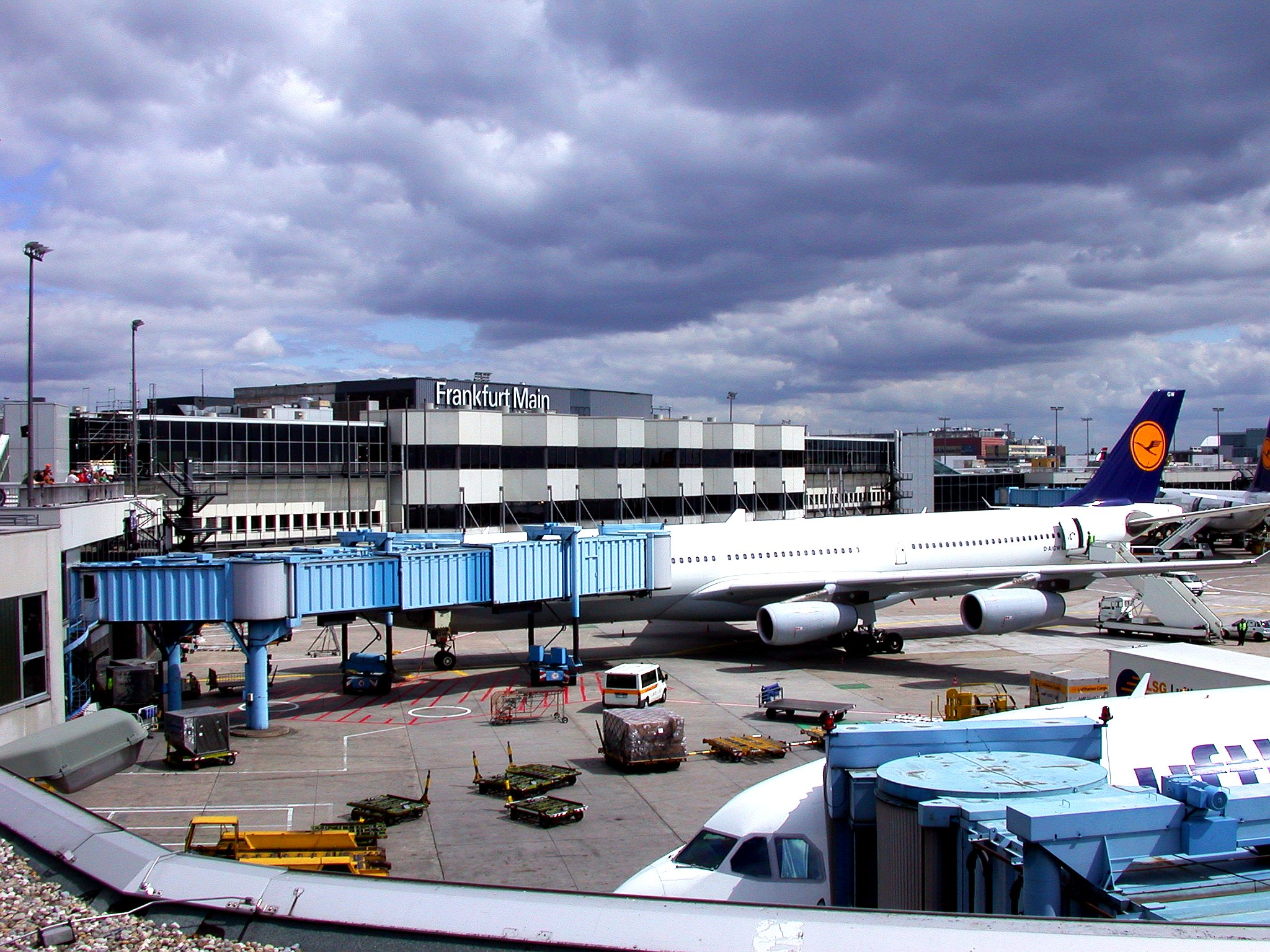
Port lotniczy Frankfurt

Centralne i korzystne położenie regionu w Niemczech południowo-zachodnich przyczyniło się już w XIX wieku do rozwoju przemysłu. Przedsiębiorstwa różnych branż mają tutaj swoje siedziby i zatrudniają około 1,8 miliona pracowników.
W centrum Frankfurtu nad Menem przeważają banki i przedsiębiorstwa ubezpieczeniowe, w najbliższej okolicy ulokował się sektor usług, z czego przemysł motoryzacyjny odgrywa rolę kluczową.
Wiele przedsiębiorstw z tej branży ma w regionie swoje europejskie lub niemieckie siedziby, często w połączeniu z centrami rozwojowymi i naukowymi. Miastami o dużym znaczeniu dla nauki są Darmstadt oraz Wiesbaden – siedziba wielu przedsiębiorstw ubezpieczeniowych i urzędów federalnych.
Logistycznie region profituje głównie dzięki portowi lotniczemu Frankfurt oraz zbiegowi autostrad i kolei. Skrzyżowanie autostrad Frankfurter Kreuz oraz dworzec kolejowy Frankfurt Hauptbahnhof mają największe w Europie natężenie ruchu. W zaledwie 6 godzin dotrzeć można do Monachium, Hamburga, krajów Beneluksu, Paryża, Szwajcarii, Austrii, Czech, Polski i Berlina. Pozostałymi, ważnymi w ruchu dalekobieżnym dworcami są: Mainz Hauptbahnhof, Frankfurt (Main) Flughafen Fernbahnhof i Wiesbaden Hauptbahnhof.
Port lotniczy Frankfurt jest największym niemieckim lotniskiem, odlatują z niego bezpośrednie samoloty do prawie każdego ważniejszego lotniska świata. Infrastruktura regionu Ren-Men jest bardzo dobrze rozbudowana.

## Środowisko naturalne

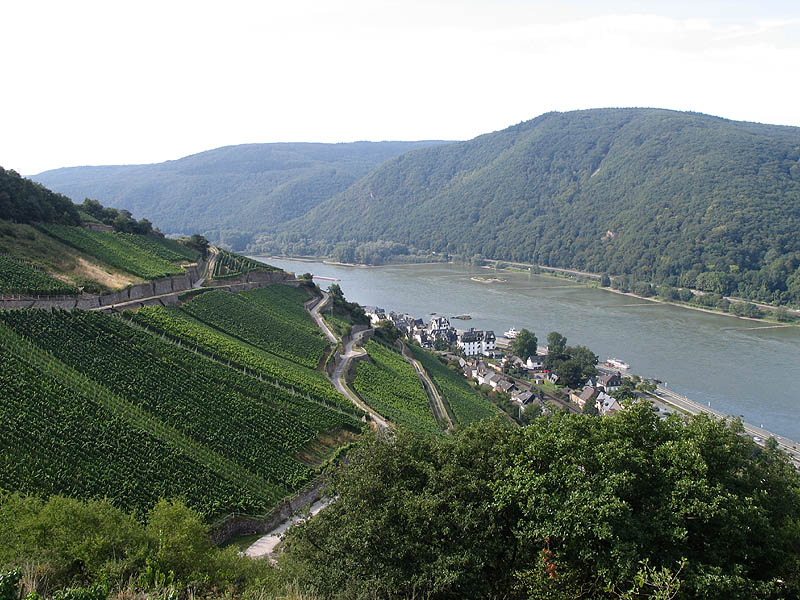
Rheingau

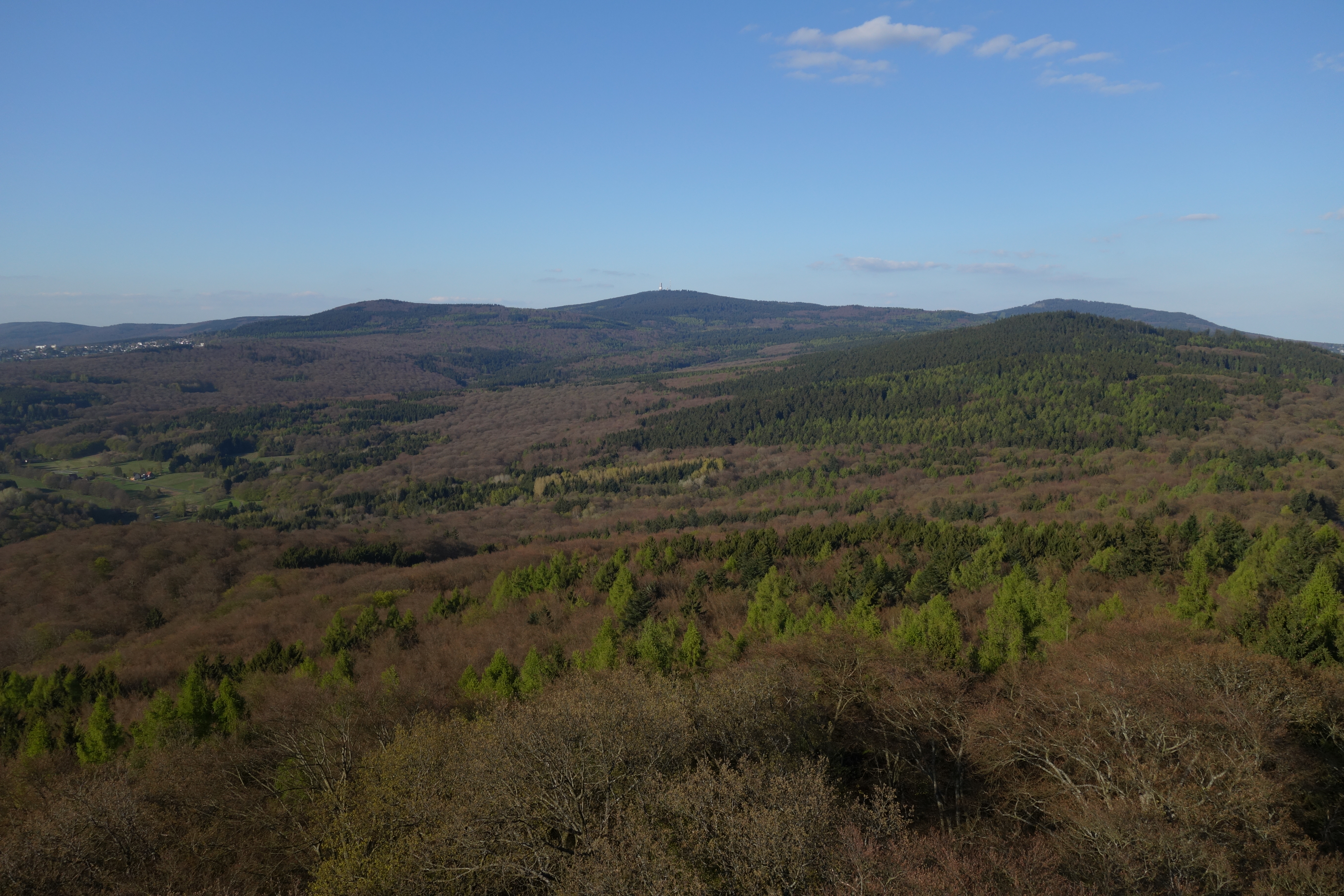
Widok wzdłuż grzbietu Taunus na Großer Feldberg

Atrakcyjność krajobrazowa regionu wynika z kontrastu między dolinami rzek, które mu nadały nazwę oraz średniej wielkości gór otaczających region.
Równina Dolnego Menu jest północną częścią Równiny Górnoreńskiej, sięgającej od Bazylei po Frankfurt nad Menem. Ujście Menu do Renu stanowi granicę między Górnym Renem a Środkowym Renem. Oprócz wyżej wymienionych rzek, przez region przepływają również Nidda, Kinzig i Nahe, a na północy rzeka Lahn.
Region Ren-Men otoczony jest pięcioma pasmami gór średnich, są to: Taunus, Vogelsberg, Spessart, Odenwald i Hunsrück. Południowa część Taunusu (Rheingau) i zachodnia część Odenwaldu (Bergstraße) mają najłagodniejszy klimat w Niemczech.
Rheingau, lewobrzeżny teren Hesji Nadreńskiej, i dolina Menu w Dolnej Frankonii słyną z uprawy latorośli i produkcji wina. Okolice Wetterau w północnej części regionu posiadają najżyźniejsze gleby uprawne Niemiec. Tereny zielone wokół silnie zurbanizowanego serca regionu – Frankfurtu nad Menem, służą przede wszystkim celom rekreacyjnym. Typowe dla krajobrazu Frankfurtu i okolic są sady owocowe. Jabłka służą do produkcji lokalnego specjału jakim jest frankfurckie wino jabłkowe.